# Glossotrophia fucata
Glossotrophia fucata är en fjärilsart som beskrevs av Rudolf Püngeler 1909. Glossotrophia fucata ingår i släktet Glossotrophia och familjen mätare. Inga underarter finns listade i Catalogue of Life.